# Podciemięrzyce
Podciemięrzyce – niewielka polana na północnych stokach Flaków w Pieninach Czorsztyńskich, sąsiadująca od południa z dużo większą polaną Zaukierze. Znajduje się na stoku stromo opadającym na północ do doliny potoku Głębokie, pomiędzy dwoma jego dopływami. Nazwa polany pochodzi od znajdującego się po jej północnej stronie lasu Ciemięrzyca. Pod względem administracyjnym polana należy do wsi Sromowce Wyżne w województwie małopolskim, w powiecie nowotarskim, w gminie Czorsztyn. Znajduje się w obrębie Pienińskiego Parku Narodowego.
Podciemięrzyce położone są na wysokości około 700–730 m n.p.m. Polany Pienińskiego Parku Narodowego są siedliskiem bardzo bogatym gatunkowo. Aby zachować ich różnorodność gatunkową polana Zaukierze jest koszona, a siano jest z niej usuwane. Na bardzo stromej polanie Podciemięrzyce nie dokonuje się odkrzaczania i koszenia, wskutek czego zarasta lasem.